# Gaal Dornick
Gaal Dornick est un personnage de fiction du premier livre du cycle de Fondation, Fondation, écrit par Isaac Asimov en 1951. Son histoire apparaît dans la première partie du livre nommée « Les Psychohistoriens ». Il est un mathématicien ami de Hari Seldon.

## Biographie de fiction
En 12067 de l'Ère Galactique (an −2 E.F.) Gaal Dornick arrive sur Trantor, la ville-planète haut-lieu du pouvoir impérial galactique. C'est un jeune mathématicien ambitieux, originaire de la planète Synnax.
Son doctorat à peine obtenu, il reçoit une invitation de Hari Seldon, le père de la psychohistoire et premier gérant de la planète Terminus, pour l'assister dans ses travaux. Gaal rencontre Seldon le jour de son arrivée sur la planète-capitale. Le vieil homme lui explique alors que ses calculs montrent la chute prochaine de l'Empire Galactique. C'est pour cette raison que les deux hommes seront arrêtés le lendemain et qu'ils se retrouveront sur le banc des accusés.
Hari Seldon meurt deux ans après ces événements — la rencontre, le procès, l'envoi des hommes sur Terminus — mais on peut supposer que Gaal Dornick, en plus d'être l'un de ses collaborateurs, était très proche de lui puisqu'il a écrit une biographie de Hari Seldon qui est citée plusieurs fois dans l'œuvre de Fondation.

## Adaptation
Dans l'adaptation du cycle d'Asimov Foundation, diffusée en 2021 sur Apple TV+, Gaal Dornick est un personnage féminin. Son rôle est alors interprété par l'actrice Lou Llobell. À la différence du livre, elle a une liaison amoureuse avec le bras droit de Seldon, Raych. De plus, elle a le don de précognition.